# Eliasz I (patriarcha Aleksandrii)
Eliasz I – chalcedoński patriarcha Aleksandrii w latach 963–1000.